# Astragalus dshimensis
Astragalus dshimensis es una especie de planta del género Astragalus, de la familia de las leguminosas, orden Fabales.

## Distribución
Astragalus dshimensis se distribuye por China (Xinjiang), Kazajistán y Mongolia.

## Taxonomía
Fue descrita científicamente por Gontsch. Fue publicado en Bot. Mater. Gerb. Bot. Inst. Komarova Akad. Nauk S.S.S.R. 10: 30 (1947).
Sinonimia
- Astragalus hoantchy dshimensis (Gontsch.) K. T. Fu